# Pinguicula lippoldii
Pinguicula lippoldii är en tätörtsväxtart som beskrevs av S. Jost Casper. Pinguicula lippoldii ingår i släktet tätörter, och familjen tätörtsväxter. Inga underarter finns listade i Catalogue of Life.